# Purwodadi
Purwodadi – miasto w Indonezji na Jawie w prowincji Jawa Środkowa nad rzeką Lusi; 159 tys. mieszkańców (2006); ośrodek administracyjny dystryktu Grobogan.
Ośrodek regionu rolniczego (uprawa ryżu, kukurydzy); przemysł spożywczy.